# サーイ・クマール
サーイ・クマール（Sai Kumar、1960年7月27日 - ）は、インドのテルグ語映画、カンナダ語映画で活動する俳優、声優、テレビ司会者。これまでにフィルムフェア賞 南インド映画部門、ナンディ賞、南インド国際映画賞を受賞している。

## 生い立ち
P・J・サルマーとクリシュナ・ジョーティ・プディペッディの息子として生まれた。父はチェンナイを拠点に俳優・声優として活動しており、母も女優としてカンナダ語映画に出演している。サーイ・クマールは5人兄弟であり、弟のP・ラヴィ・シャンカルとアイヤッパ・P・サルマーは俳優として活動しており、このほかに妹が2人いる。また、息子のアーディ・サーイクマールも俳優として活動している。
サーイ・クマールはマドラス管区大学で芸術の学位を取得し、マドラス基督教大学で研究修士の学位を取得したほか、同大学では講師も務めている。

## キャリア
サーイ・クマールは幼少期に『Devudu Chesina Pelli』『Sneham』に出演し、成長後は声優としてスマンやラージャシェーカルの吹き替えを数多く手掛けた。また、俳優として『Challenge』『Kalikalam』『Major Chandrakanth』などのテルグ語映画に出演したほか、『Thaiyalkaran』『Kaaval Geetham』『Vaettiya Madichu Kattu』『Aathi』『Thenavattu』『Thiruvannamalai』などのタミル語映画にも出演している。
1996年に出演したカンナダ語映画『Police Story』ではテルグ語吹替版・タミル語吹替版で吹き替えを手掛けており、その後に出演した『Agni IPS』『Central Jail』『Police Story 2』が興行的な成功を収めたことで、カンナダ語映画界での人気を確立した。これについて、サーイ・クマールは「私をスター俳優にしてくれただけでなく、苦難の日々を過ごしていた私に『Police Story』という贈り物を授けてくれたカルナータカ州に多大な恩を感じています」と語っている。2010年に出演した『Prasthanam』の演技は批評家から絶賛され、『フィルム・コンパニオン』の「過去10年間で最も素晴らしい演技ベスト100」に選出され、2015年には第88回アカデミー賞のノミネート候補作品に選出された『RangiTaranga』に出演し、IIFAウトサヴァム、南インド国際映画賞を受賞している。また、2016年は息子アーディの主演作『Garam』をプロデュースし、2019年には『Bharaate』で弟のP・ラヴィ・シャンカル、アイヤッパ・P・サルマーと共演している。2022年には『Gaalivaana』でOTTデビューを果たした。
映画出演のほか、テレビ番組『ディール・オア・ノー・ディール』のテルグ語版・カンナダ語版の司会を務めている。また、『WOW-Sakkhath Kick Kodo』『WOW S1 - Manchi Kick Ichche』『WOW S2』『Manam』などの司会も務めている。

## フィルモグラフィー

### テルグ語映画
- Devudu Chesina Pelli（1975年）
- Sneham（1977年）
- Maa Voori Pedda Manushulu（1981年）
- Challenge（1984年）
- Rustum（1984年）
- Agni Parvatam（1985年）
- Vande Mataram（1985年）
- Maharaju（1985年）
- Pratighatana（1985年）
- Jwala（1985年）
- Yugakarthalu（1987年）
- Bharatamlo Arjunudu（1987年）
- Ida Prapancham（1987年）
- Doctor Bhavani（1990年）
- Karthavyam（1990年）
- Neti Dowrjanyam（1990年）
- Aayudham（1990年）
- Kalikalam（1991年）
- Amma Rajinama（1991年）
- Laati（1992年）
- Rowdy Inspector（1992年）
- Nani（1992年）
- Valu Jada Tholu Beltu（1992年）
- Bangaru Mama（1992年）
- Prema Vijetha（1992年）
- Major Chandrakanth（1993年）
- Paruvu Prathishta（1993年）
- Pacha Thoranam（1994年）
- Police Story（1996年）
- Rowdy Durbar（1997年）
- Swarnamukhi（1998年）
- Kodukulu（1998年）
- Anthahpuram（1998年）
- A. K. 47（1999年）
- Narahari（2001年）
- Sivanna（2001年）
- Khaki Chokka（2001年）
- Athanu（2001年）
- Seema Simham（2002年）
- Janam（2002年）
- Sivaram（2004年）
- Slokam（2005年）
- Samanyudu（2006年）
- Vijayadasami（2007年）
- Indrajith（2008年）
- Dhee Ante Dhee（2009年）
- Prasthanam（2010年）
- Ayyare（2012年）
- Uu Kodathara? Ulikki Padathara?（2012年）
- Shirdi Sai（2012年）
- Okkadine（2013年）
- Pavitra（2013年）
- Jagadguru Adi Shankara（2013年）
- Kamina（2013年）
- ザ・フェイス（2014年）
- Autonagar Surya（2014年）
- Galata（2014年）
- Pataas（2015年）
- Pandaga Chesko（2015年）
- Bhale Manchi Roju（2015年）
- Sarrainodu（2016年）
- Supreme（2016年）
- Chuttalabbai（2016年）
- ジャナタ・ガレージ（英語版）（2016年）
- Manalo Okkadu（2016年）
- Om Namo Venkatesaya（2017年）
- Vaisakham（2017年）
- Jai Lava Kusa（2017年）
- Raja the Great（2017年）
- Naa Peru Surya（2018年）
- Subrahmanyapuram（2018年）
- Suvarna Sundari（2018年）
- リシの旅路（英語版）（2019年）
- Sreekaram（2021年）
- Yuvarathnaa（2021年）
- Ardha Shathabdam（2021年）
- SR Kalyanamandapam（2021年）
- Raja Vikramarka（2021年）
- Gaalivaana（2022年）
- S5 No Exit（2022年）
- Suvarna Sundari（2023年）
- バーラ先生の特別授業（英語版）（2023年）
- Dasara（2023年）
- Natho Nenu（2023年）
- Jorugaa Husharugaa（2023年）
- RAM (Rapid Action Mission)（2024年）
- Gangs of Godavari（2024年）
- Mercy Killing（2024年）
- Committee Kurrollu（2024年）
- Saripodhaa Sanivaaram（2024年）
- Lucky Baskhar（2024年）
- Dhoom Dhaam（2024年）
- Pranaya Godari（2024年）
- Bachchala Malli（2024年）
- Sankranthiki Vasthunam（2025年）
- Court（2025年）

### カンナダ語映画
- Prema Sangama（1992年）
- Kumkuma Bhagya（1993年）
- Lockup Death（1994年）
- Hettha Karulu（1994年）
- Muthinantha Hendathi（1995年）
- Thavaru Beegaru（1995年）
- Thaliya Sowbhagya（1995年）
- Puttmalli（1995年）
- Emergency（1995年）
- Hetthavaru（1996年）
- Circle Inspector（1996年）
- Saakida Gini（1996年）
- Sowbhagya Devathe（1996年）
- Mane Mane Ramayana（1996年）
- Aayudha（1996年）
- Police Story（1996年）
- Muddina Kanmani（1997年）
- Agni IPS（1997年）
- Police Bete（1997年）
- Central Jail（1997年）
- Dhairya（1997年）
- Jagadeeshwari（1998年）
- Underworld（1999年）
- Om Namah Shivaya（1999年）
- Naga Devathe（2000年）
- Mahatma（2000年）
- Ticket Tickets（2000年）
- Paapigala Lokadalli（2000年）
- Durgada Huli（2000年）
- Independence Day（2000年）
- Khadga（2000年）
- Rashtra Geethe（2001年）
- Grama Devathe（2001年）
- Law and Order（2002年）
- Anka（2003年）
- Vijaya Dashami（2003年）
- Monda（2004年）
- The City（2004年）
- Srirampura Police Station（2004年）
- Bhagawan（2004年）
- Mahasadhvi Mallamma（2005年）
- Police Story 2（2007年）
- Rakshaka（2007年）
- Sri Kshetra Kaivara Thathaiyya（2007年）
- Citizen（2008年）
- Aa Marma（2012年）
- Kalpana（2012年）
- Samsaradalli Golmal（2012年）
- Angulimala（2013年）
- Brindavana（2013年）
- Angulimala（2013年）
- Rose（2014年）
- RangiTaranga（2015年）
- Raj Bahaddur（2016年）
- Mahaveera Machideva（2016年）
- Run Antony（2016年）
- Madamakki（2016年）
- Nagarahavu（2016年）
- Santhu Straight Forward（2016年）
- Real Police（2017年）
- Pataki（2017年）
- Happy New Year（2017年）
- Bharjari（2017年）
- Women's Day（2017年）
- Brihaspathi（2018年）
- Kismath（2018年）
- Ibbaru BTech Students Journey（2019年）
- Yada Yada Hi Dharmasya（2019年）
- Bharaate（2019年）
- Yuvarathnaa（2021年）
- Avatara Purusha（2022年）
- Ombattane Dikku（2022年）
- Made in Bengaluru（2022年）

### タミル語映画
- Thaiyalkaran（1991年）
- Kaaval Geetham（1992年）
- Vaettiya Madichu Kattu（1998年）
- Anthahpuram（1998年）
- Aathi（2006年）
- Thenavattu（2008年）
- Thiruvannamalai（2008年）
- Kotti（2010年）
- Irumbukkottai Murattu Singam（2010年）
- A1（2019年）
- Anbarivu（2022年）
- バーラ先生の特別授業（英語版）（2023年）
- Bagheera（2023年）
- Diesel（2025年）

## 受賞歴

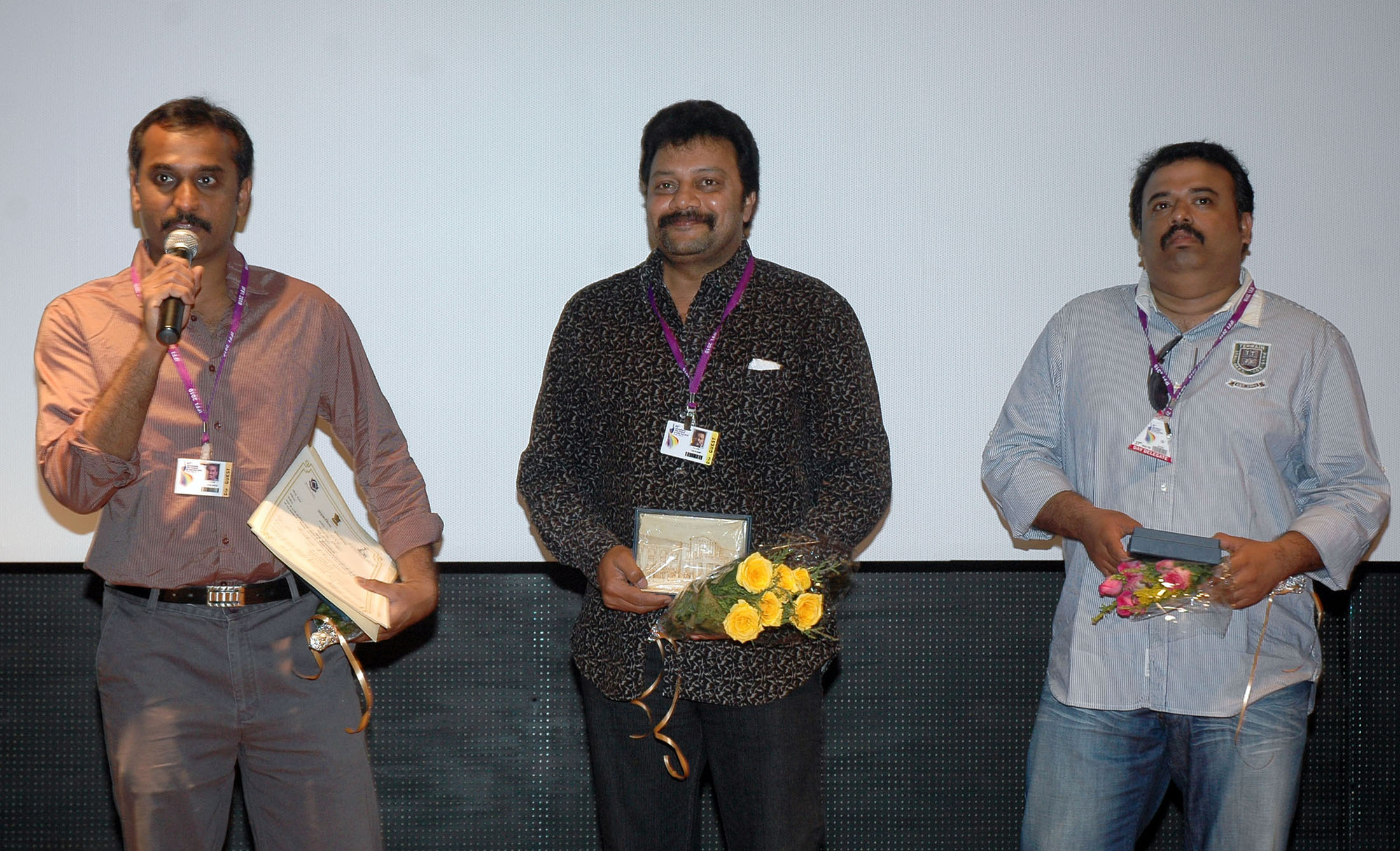
第41回インド国際映画祭で『Prasthanam』のプレゼンを行うデーヴァ・カッタ、サーイ・クマール（2010年）

| 年                                | 部門                             | 作品                   | 結果       | 出典   |
| 栄典                              | 栄典                             | 栄典                   | 栄典       | 栄典   |
| --------------------------------- | -------------------------------- | ---------------------- | ---------- | ------ |
| 2008年                            | ラージョートサヴァ賞             | N/A                    | 受賞       | [ 15 ] |
| フィルムフェア賞 南インド映画部門 |                                  |                        |            |        |
| 2007年                            | テルグ語映画部門助演男優賞       | 『Samanyudu』          | 受賞       | [ 16 ] |
| 2011年                            | テルグ語映画部門助演男優賞       | 『Prasthanam』         | 受賞       | [ 17 ] |
| 2013年                            | カンナダ語映画部門助演男優賞     | 『Kalpana』            | ノミネート | [ 18 ] |
| 2014年                            | カンナダ語映画部門助演男優賞     | 『Brindavana』         | ノミネート | [ 19 ] |
| 2015年                            | テルグ語映画部門助演男優賞       | 『ザ・フェイス』       | ノミネート | [ 20 ] |
| 2016年                            | カンナダ語映画部門助演男優賞     | 『RangiTaranga』       | 受賞       | [ 21 ] |
| 南インド国際映画賞                |                                  |                        |            |        |
| 2015年                            | テルグ語映画部門悪役賞           | 『ザ・フェイス』       | ノミネート | [ 22 ] |
| 2016年                            | カンナダ語映画部門悪役賞         | 『RangiTaranga』       | 受賞       | [ 11 ] |
| 2018年                            | カンナダ語映画部門コメディアン賞 | 『Happy New Year』     | ノミネート | [ 23 ] |
| 2021年                            | カンナダ語映画部門悪役賞         | 『Bharaate』           | 受賞       | [ 24 ] |
| 2022年                            | テルグ語映画部門助演男優賞       | 『SR Kalyanamandapam』 | ノミネート | [ 25 ] |
| IIFAウトサヴァム                  |                                  |                        |            |        |
| 2016年                            | カンナダ語映画部門助演男優賞     | 『RangiTaranga』       | 受賞       | [ 26 ] |
| ナンディ賞                        |                                  |                        |            |        |
| 2006年                            | 悪役賞                           | 『Samanyudu』          | 受賞       | [ 27 ] |
| 2010年                            | 助演男優賞                       | 『Prasthanam』         | 受賞       | [ 27 ] |
| サントーシャム南インド映画賞      |                                  |                        |            |        |
| 2006年                            | 悪役賞                           | 『Samanyudu』          | 受賞       | [ 28 ] |
| CineMAA賞                         |                                  |                        |            |        |
| 2010年                            | 助演男優賞                       | 『Prasthanam』         | 受賞       |        |